# Max Baldry
Maxim Alexander "Max" Baldry (Londres, 5 de janeiro de 1996) é um ator inglês. Ele é conhecido por interpretar Viktor Goraya na série britânica Years and Years e Stepan no filme Mr. Bean's Holiday (As férias de Mr.Bean), de 2007.

## Biografia
Max Baldry nasceu em Londres, na Inglaterra. Seus pais são Simon e Karina Baldry. Baldry morou em Moscou, na Rússia, durante os primeiros sete anos de sua vida quando, em 2003, voltou para sua terra natal. Ficou interessado em atuar ainda muito jovem, e participou em muitas produções teatrais independentes, entre elas, uma era Pedro e o Lobo, desempenhada no V&A antes de começar a estudar na Jackie Palmer Stage School em 2005.
Baldry ficou mais conhecido quando atuou como Stepan em Mr. Bean's Holiday. Este papel trouxe uma indicação ao Young Artists Awards na categoria de Melhor Performance em um filme. Ele então passou a fazer a série Rome, da HBO, onde ele interpretou o papel de Cesarion. Ele teve uma experiência de estar no palco do National Theatre em 2008, na produção de The Rose Tattoo.
Em 2010, Max foi selecionado para fazer parte do National Youth Theatre. Atualmente interpreta Viktor Goraya na série britânica Years and Years. 
Em 2022, Baldry foi escalado para interpretar o personagem Isildur, na série da Amazon, O Senhor dos Anéis: Os Anéis de Poder. A segunda temporada do programa estreou mundialmente em 29 de agosto de 2024. 

## Filmografia
| Ano       | Título                                     | Personagem    | Notas                            |
| --------- | ------------------------------------------ | ------------- | -------------------------------- |
| 2022-     | The Lord of The Rings: The Rings of Power  | Isildur       |                                  |
| 2019      | Years and Years                            | Viktor Goraya | Série de televisão (6 episódios) |
| 2016-2017 | Hollyoaks                                  | Liam Donovan  | Série de televisão               |
| 2010      | The Kinematograph                          |               | Voz                              |
| 2007      | Mr. Bean's Holiday                         | Stepan        |                                  |
| 2007      | Rome                                       | Caesarion     | Série de televisão (3 episódios) |
| 2005      | The Little Polar Bear 2: Mysterious Island | Chico         | Voz                              |

## Prêmios e indicações
| Ano  | Trabalho nomeado   | Prêmio             | Indicação                      | Resultado |
| ---- | ------------------ | ------------------ | ------------------------------ | --------- |
| 2008 | Mr. Bean's Holiday | Young Artist Award | Melhor Performance em um filme | Indicado  |